# And When Did You Last See Your Father?
And When Did You Last See Your Father? (titulada La última vez que vi a mi padre en Hispanoamérica) es una película británica de 2007 dirigida por Anand Tucker. El guion de David Nicholls se basa en el libro de memorias homónimo de Blake Morrison.

## Argumento
La película es una serie de escenas retrospectivas a diversos períodos en la vida de Blake Morrison, recuerda momentos que compartió con su padre Arthur mientras que él, su madre, y su hermana menor Gillian lo atienden en su lecho de muerte en su casa de Yorkshire. A pesar del éxito de Blake como escritor, poeta y crítico, su padre - un médico de cabecera rural - nunca aceptó su decisión de seguir una carrera literaria ni estaba dispuesto a reconocer sus logros en ese campo. Molesto, tempestuoso, y grosero, Arthur se equivoca en su camino de paternidad, frecuentemente llamando a su hijo "una cabeza gorda" y sintiéndose autorizado de entrometerse en sus momentos privados. Arthur tiene una predilección por la exageración cuando no está diciendo mentiras descaradas, y humilla públicamente a su pasiva y complaciente esposa Kim con su descarado coqueteo con varias mujeres y un romance con Beaty, una amiga de la familia. En otras ocasiones, parece genuinamente interesado en relacionarse con su hijo, llevándolo de campamento para que puedan probar bolsas para dormir supuestamente a prueba de agua que el diseño o permitiéndolo conducir el convertible de la familia en una amplia extensión de playa desierta. Como resultado, Blake es dejado con sentimientos encontrados, que van desde la ira profunda a la aceptación compasiva. Sólo después de la muerte de Arthur es capaz de dejar de lado su resentimiento y reconocerlo como un padre cuyos defectos lo ayudaron a moldear a su hijo en el hombre que es.

## Producción
La película fue filmada en locaciones de Brighton en East Sussex; Chichester, Goodwood, Petworth, y West Wittering en West Sussex; Bakewell, Cromford, Kedleston, y Snake Pass en Derbyshire; el National Liberal Club en Westminster, London; Sheffield en South Yorkshire; Flintham en Nottinghamshire; y Yorkshire Dales en North Yorkshire. Las escenas interiores fueron filmadas en Twickenham Film Studios en Middlesex.
La película se estrenó en el Festival de Cine de Galway en julio de 2007 y se presentó en el Festival de Cine de Edimburgo, el Festival de Cine de Telluride, el Festival Internacional de Cine de Toronto, el Festival Internacional de Cine de Edmonton, y el Festival de cine británico en Dinard antes de ser estrenado en cines en el Reino Unido, Irlanda, y Malta el 5 de octubre de 2007. Posteriormente se presentó en el Festival de Cine de Roma, el Festival Internacional de Cine de El Cairo, el Festival Internacional de Cine de Dubái, el Festival Internacional de Cine de Miami, y el Festival de Cine Independiente de Ashland antes de su estreno limitado en los EE. UU. el 6 de junio de 2008.

## Reparto
- Jim Broadbent ..... Arthur Morrison
- Colin Firth ..... Blake Morrison
- Juliet Stevenson ..... Kim Morrison
- Gina McKee ..... Kathy Morrison
- Claire Skinner ..... Gillian
- Sarah Lancashire ..... Beaty
- Matthew Beard ..... Blake adolescente
- Elaine Cassidy ..... Sandra
- Justin McDonald ..... Steve
- Carey Mulligan ..... Rachel
- Bradley Johnson ..... Blake de niño
- Rhiannon Howden ..... Sophie Morrison

## Recepción de la crítica
La película recibió críticas generalmente favorables. Rotten Tomatoes reportó que 78% de las críticasfueron positivas, basadas en 32 revisiones, mientras que Metacritic informó la película tuvo una puntuación media de 70 sobre 100, basada en 8 opiniones.
Peter Bradshaw de The Guardian calificó la película con cuatro de cinco estrellas, y la clasificó como «una película inteligente y sincera» y añadió «merece ser vista».
Philip French de The Observer dijo que la película «toca conmovedoras cuestiones universales con las que todos podemos identificarnos, y lo hace sin nunca llegar sensiblera o sentimental».
Damon Smith, del Manchester Evening News llamó a la película «un sabor agridulce y, a veces, se mueven en cuenta los lazos familiares tensos que definen a todos y cada uno de nosotros».

## Premios y nominaciones
La película fue nominada a siete British Independent Film Awards, incluyendo Mejor Película Británica Independiente, Mejor Actor (Jim Broadbent), Mejor actor de reparto (Colin Firth), Actor Más Prometedor (Matthew Beard), Mejor Director y Mejor Guion.
Jim Broadbent fue nominado en los London Film Critics Circle Award a Mejor Actor, pero perdió frente a Daniel Day-Lewis por There Will Be Blood.
Elaine Cassidy fue nominada en los Premio de Cine y Televisión de Irlanda a Mejor Actriz de Reparto pero perdió frente a Saoirse Ronan por Atonement.

## Estreno en DVD
La DVD en región 1  fue lanzado el 4 de noviembre de 2008. La película está en formato panorámico anamórfico, con una pista de audio en Inglés y subtítulos en francés y español. Las características adicionales incluyen comentarios del director Anand Tucker, escenas eliminadas, y el tráiler original.